# Swan Lee
Swan Lee è una band musicale danese. La cantante è Pernille Rosendahl. Realizzarono due album prima di separarsi il 23 settembre 2005. È loro opera la canzone "Tomorrow never dies", presente nel videogioco Hitman: Blood Money.